# Pulí
Pulí est une municipalité située dans le département de Cundinamarca, en Colombie.